# Arne Pander
Arne Pander (12. juli 1931 - 22. maj 2015) var en dansk speedwaykører, der var danmarksmester i denne sportsgren i 1956 og 1958, hvorpå han blev professionel i England og kørte for det lokale hold i Oxford i perioden 1959-1969. Med dette hold blev han engelsk mester i 1964.
Arne Pander hed egentlig Arne Kristensen, men fik tilnavnet Pander, der på en lidt forvansket måde hentydede til hans udseende, idet han relativt lille (166 cm), men havde en smidig krop og i øvrigt altid kørte iført en sort dragt, så han dermed lignede en panter. Han debuterede på Hinge-banen ved Silkeborg 1. juli 1951 og var snart efter en af landets bedste kørere. Inden han blev professionel, var han et stort trækplaster på de danske baner, blandt andet på hjemmebanen i Sinding ved Herning, lige som han tre år i træk vandt Elektrolløbet på Charlottenlund Travbane tre år i træk (1956-1958).. Pander havde ambitioner om at blive verdensmester og rejste derfor til England for at blive professionel. I det første år i Oxford lå han som nummer ni på verdensranglisten, og året efter rykkede han op som nummer fire, men ambitionerne led et knæk, efter at et alvorligt uheld i en holdkamp 1961 gav ham kraniebrud og permanent tab af hørelsen på det ene øre. Han vendte dog tilbage og var klubbens topscorer i adskillige sæsoner, indtil endnu en ulykke i en holdkamp 17. april 1969 satte en stopper for karrieren.
Pander kom til verden i Balle ved Silkeborg og voksede op i Herning. Han fik motorcyklerne tæt ind på livet fra barnsben, da hans far havde et motorcykelværksted i Herning, og her kom sønnen i lære som mekaniker. Da han blev professionel, flyttede han til England og forblev der resten af sine dage. Efter afslutningen af karrieren havde han blandt andet en pub, og i en periode arbejdede han som mekaniker på Lotus-fabrikken. Han var gift fire gange og havde fem børn.